# Episodi di Fraggle Rock (quinta stagione)
La quinta stagione della serie televisiva Fraggle Rock è stata trasmessa in anteprima negli Stati Uniti d'America dalla HBO tra il 5 gennaio 1987 e il 30 marzo 1987.
| nº | Titolo originale              | Titolo italiano | Prima TV USA     | Prima TV Italia |
| -- | ----------------------------- | --------------- | ---------------- | --------------- |
| 1  | Mirror, Mirror                | inedito         | 5 gennaio 1987   | inedito         |
| 2  | The Riddle of Rhyming Rock    | inedito         | 12 gennaio 1987  | inedito         |
| 3  | The Voice Inside              | inedito         | 19 gennaio 1987  | inedito         |
| 4  | The Trial of Cotterpin Doozer | inedito         | 26 gennaio 1987  | inedito         |
| 5  | The River of Life             | inedito         | 2 febbraio 1987  | inedito         |
| 6  | Beyond the Pond               | inedito         | 9 febbraio 1987  | inedito         |
| 7  | Gone But Not Forgotten        | inedito         | 16 febbraio 1987 | inedito         |
| 8  | Mokey, Then and Now           | inedito         | 23 febbraio 1987 | inedito         |
| 9  | Ring Around the Rock          | inedito         | 2 marzo 1987     | inedito         |
| 10 | Inspector Red                 | inedito         | 9 marzo 1987     | inedito         |
| 11 | The Gorg Who Would Be King    | inedito         | 16 marzo 1987    | inedito         |
| 12 | The Honk of Honks             | inedito         | 23 marzo 1987    | inedito         |
| 13 | Change of Address             | inedito         | 30 marzo 1987    | inedito         |